# Roberto Kikawa
Roberto Kunimassa Kikawa (São Paulo, 1970 — São Paulo, 10 de novembro de 2018) foi um médico gastroenterologista.

## Biografia
Em 2008, fundou a Carreta da Saúde, iniciativa de sua entidade Projeto CIES (Centro de Integração de Educação e Saúde), que levou unidades móveis a comunidades de baixa renda.
Integrante da Rede Schwab de Empreendedores Sociais e da Rede Folha, ficou reconhecido como vencedor do Prêmio Empreendedor Social 2010 por sua inovação ao construir unidades móveis de exames dentro de carretas.
No Hospital Sírio-Libanês, dedicou sua atenção aos pacientes sem perspectivas de cura e à endoscopia.
Formado em Medicina pela Universidade Estadual de Londrina, após tornar-se médico decidiu cursar teologia para ser missionário na África, mas uma grave infecção renal interrompeu, e após concluir o mestrado na Universidade de São Paulo (USP) foi professor de medicina e médico na área pública e privada, tendo sido diretor do Hospital São Camilo.

## Morte
Morreu em 10 de novembro de 2018 assassinado a tiros na Zona Sul de São Paulo durante um assalto. Segundo as investigações, ele teria sido confundido com policiais. Em nota, o CIES Global lamentou a morte. "Dez anos depois, Roberto deixa um legado de mais de 2 milhões de pacientes do SUS acolhidos nas centenas de unidades móveis e modulares do CIES Global e cerca de 600 profissionais de Saúde e Administrativos engajados com o nosso DNA do Amor", diz a entidade.